# Haute Voltige
Pour les articles homonymes, voir Traquenard.
Ne doit pas être confondu avec Haute Voltige (série télévisée).
Pour plus de détails, voir Fiche technique et Distribution.
 Haute Voltige (Entrapment) - Traquenard au Québec - est un film américano-germano-britannique réalisé par Jon Amiel, sorti en 1999.

## Synopsis
Robert MacDougal, dit « Mac », est un gentleman cambrioleur qui peut se prévaloir d'une impressionnante carrière internationale, avec une prédilection pour les œuvres d’art. Sa virtuosité est telle que rien ne semble pouvoir l’arrêter, ce qui en fait la terreur des collectionneurs et des services de sécurité.
Quand en décembre 1999, une toile de Rembrandt disparaît du domicile de son propriétaire, les soupçons se portent inévitablement sur Mac. La compagnie d'assurance est engagée à hauteur de plusieurs millions de dollars ; son meilleur agent Virginia Baker, surnommée « Gin », propose un stratagème pour piéger Mac, et le mettre définitivement hors d’état de nuire.
Gin endosse le rôle d'une voleuse, rencontre Mac et lui propose une association. Celui-ci accepte avec méfiance et réticence le projet de vol d’un masque chinois, au palais de Bedford. La minutieuse préparation du coup se fait dans le château que Mac possède en Écosse. Une certaine complicité semble s’installer, mais il a découvert son double jeu.
Le vol du masque est un jeu d'enfant, et c'est au moment de fuir le palais que Mac démasque sa complice, qui lui propose alors une mirobolante affaire : le casse de l’International Trading Bank de Kuala Lumpur, en Malaisie, au moment du passage à l’an 2000. Le coup à peine terminé, l’alerte est donnée, ce qui donne lieu à une fuite acrobatique et des scènes de haute voltige. L’histoire se termine dans une gare de la banlieue de Kuala Lumpur.

## Fiche technique
- Titre original : Entrapment
- Titre français : Haute Voltige
- Titre québécois : Traquenard
- Réalisation : Jon Amiel
- Scénario : Ron Bass et William Broyles Jr.
- Musique : Christopher Young
- Photographie : Phil Meheux
- Montage : Terry Rawlings
- Décors : Norman Garwood
- Costumes : Penny Rose
- Production : Sean Connery et Michael Hertzberg
- Sociétés de production : Twentieth Century Fox, Fountainbridge Films (Grande-Bretagne), New Regency Pictures (U.S.A.) et Taurus Films
- Société de distribution : Twentieth Century Fox
- Budget : 66 millions de $ US
- Pays de production :  Royaume-Uni |  États-Unis |  Allemagne
- Langue originale : anglais
- Genre : thriller
- Durée : 110 minutes
- Sorties en salles :
  - Malaisie : 29 avril 1999 (première mondiale)
  - États-Unis  : 30 avril 1999
  - Suisse  : 19 mai 1999
  - France  : 1er juin 1999

## Distribution
- Sean Connery (VF : Jean-Claude Michel ; VQ : Yves Massicotte) : Robert « Mac » MacDougal
- Catherine Zeta-Jones (VF : Marie-Laure Dougnac ; VQ : Élise Bertrand) : Virginia « Gin » Baker
- Ving Rhames (VF : Thierry Desroses ; VQ : Victor Désy) : Aaron Thibadeaux
- Will Patton (VF : Georges Claisse ; VQ : Jean-Marie Moncelet) : Hector Cruz
- Maury Chaykin (VF : Jean-Claude Sachot ; VQ : Hubert Gagnon) : Conrad Greene
- Kevin McNally (VF : Marcel Guido) : Haas
- Terry O'Neill : Quinn
- David Yip : le chef de la police
- Madhav Sharma : le chef de la sécurité
- Michael Stuhlbarg (non crédité) : l'Homme à la pancarte annonçant la fin du monde

Sources et légende: Version française (VF) sur Allodoublage et version québécoise (VQ) sur Doublage Québec

## Lieux de tournage
- Angleterre : 
  - Palais de Blenheim
  - Woodstock
  - Londres : 
    - Hôtel Savoy
    - Lloyd's of London
    - Pinewood Studios
- Écosse : 
  - Château de Duart sur l'Île de Mull (repaire de Mac Dougal, propriété de Sir Lachlan MacLean, 28e chef du clan du même nom),
  - Eilean Donan
- Hong Kong
- Malaisie : 
  - Kuala Lumpur (notamment aux tours Petronas)
  - Malacca
- États-Unis, New York

## Autour du film
- Le thème du film est connexe du film La Main au collet d'Alfred Hitchcock.
- Jean-Claude Michel assure non seulement son dernier doublage de Sean Connery mais aussi le dernier de sa carrière avant de décéder le 10 décembre 1999 à l'âge de 74 ans.